# Hyväsalmi
Hyväsalmi är eett sund i sjön Haukivesi i Finland. Den ligger i kommunerna Varkaus och Nyslott i landskapen Norra Savolax och Södra Savolax. Hyväsalmi ligger 75,8 meter över havet. En bro finns över sundet. I omgivningarna runt Hyväsalmi växer i huvudsak blandskog.